# 衰減器

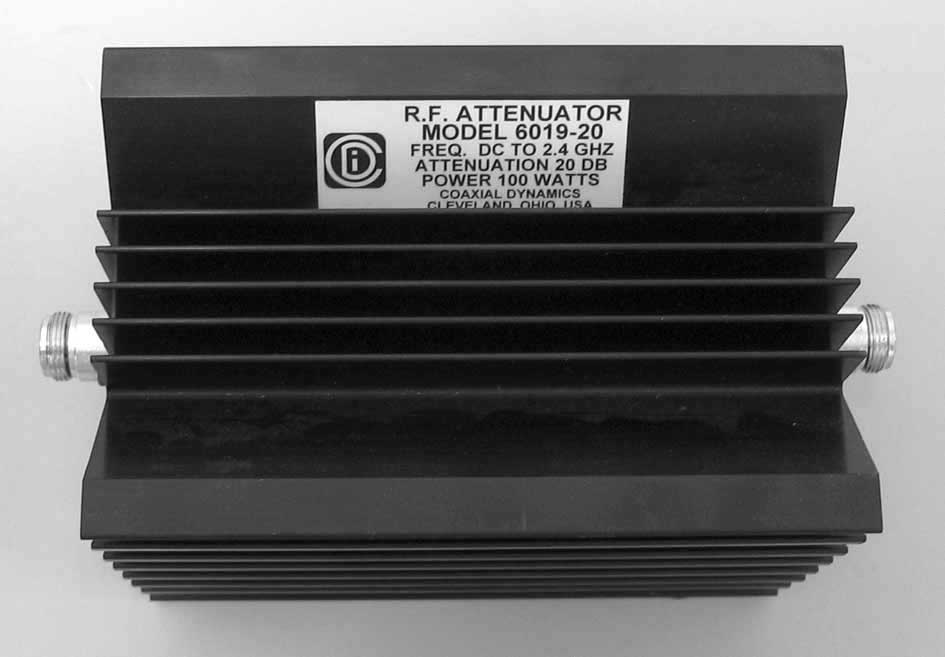
功率100瓦的衰減器

衰減器是一種電子器件，可以在波形不失真的情形下，減少信號的振幅或功率。
衰減器在功用上和放大器恰好相反：放大器提供增益，而衰減器提供小於1的增益，不過二者運作的方式不同。

## 构成与用处
衰減器多半是被動元件，由簡單的分壓電路組成。若其中可以切換幾種不同的電阻，就是可調整的多段衰減器，若使用可變電阻器，即為可調整的無段衰減器。則可以當成可調整的多段衰減器。若要配合高頻信號，會使用精密調整的低駐波比電阻網路。
電路中固定比例的衰減器可以用來降低電壓、耗散功率、調整阻抗匹配。在量測電路中會用衰減器的轉接器降低信號的振幅，降低到可以量測，且不會破壞量測設備的程度。

## 衰減器電路

π型不平衡衰減器電路

π型平衡衰減器電路

T型不平衡衰減器電路

T平衡衰減器電路

衰減器的基本電路有Π型和T型兩種，依照其配合的電路是不平衡電路或平衡電路，衰減器也可以分為不平衡和平衡兩種。例如同轴电缆上用的衰減器就是不平衡的，而双绞线上用的衰減器就會是平衡。
左圖有四種基本的衰減器電路。衰減器電路只由被動的電阻元件組成，是線性電路，且有互易性。若電路也是對稱的（一般會是對稱的，因為要求輸入阻抗Z1和輸出阻抗Z2相同），也就無法區分輸入埠和輸出埠，一般為了方便起見，會令電路左邊為輸入埠，右邊為輸出埠。
為了得到特定的衰減值，有許多不同的表以及計算器，可以提供適當的電阻值，例如全美廣播事業者聯盟（NAB）在1960年提出，用在600歐姆電路中，衰減值從1/2到40 dB的電路